# Bancos de Venezuela

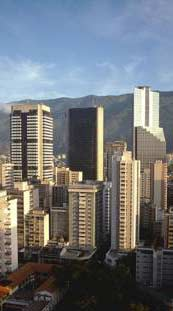
Vista de las torres de los bancos Provincial (izquierda), Mercantil (centro) y la que hubiese sido sede del Banco Confinanzas (derecha).

El Sistema Bancario de Venezuela se caracteriza por estar dominado por la banca pública nacional que para julio de 2022 cubría el 65,27 % de la cuota de mercado total, mientras que la banca privada ocupaba el 34,56 % y el resto en manos de la banca microfinanciera e instituciones municipales de crédito (0,46 %). Para ese mes, existían 25 instituciones financieras; de ellas 22 son bancos universales y 3 bancos microfinancieros. El sector empleaba 34 065 personas en 2699 oficinas y/o agencias. El principal banco para la fecha, por cuota de mercado total de activos es el Banco de Venezuela con un 55,90 %, seguido por el Banco Nacional de Crédito BNC con un 7,20 %, BBVA Provincial con un 6,13 %, Banco Mercantil con un 5,51 %, y Banesco con un 5,40 %.

## Historia

### Antecedentes
La inestabilidad bancaria en Venezuela se ve influenciada principalmente por la falta de estabilidad política, todas o la mayor parte de la banca solo concedía préstamos al sector gubernamental y participaba como ente de recaudación aduanera, sin embargo, todos los bancos desde 1839 hasta 1882 tuvieron una duración efímera. A muchos de estos bancos se les permitía la acuñación y puesta en circulación de monedas y billetes. 
El primer intento de establecer un banco de comercio en Venezuela de capital nacional ocurre en 1825 que se fundaría con el nombre de Banco de Venezuela, sin embargo no se pudo llevar a cabo la propuesta. Un año más tarde es presentado el "Proyecto Revenga", un banco nacional para la Gran Colombia (hoy Colombia, Ecuador, Panamá y Venezuela) cuya sede estaría ubicada en Bogotá y se abrirían 4 sedes inicialmente en Caracas, Cartagena, Guayaquil y Panamá, al igual que el caso del Banco de Venezuela de 1825 no llegó a término el proyecto.
En 1839 el banquero William Ackers establece el primer banco en Venezuela aunque de capital extranjero, denominado Banco Colonial Británico que fue dirigido por Leandro de Miranda, hijo del prócer Francisco de Miranda, sin embargo esta institución en 1848 cesa sus operaciones. Luego, Ackers fundó junto con otros inversionistas y el Estado venezolano (a cargo del 20% de las acciones) el Banco Nacional de Venezuela el cual cumpliría la función de recaudación aduanera y cancelación del presupuesto nacional; además de facilitar descuentos y depósitos. Pero en 1850 corre la misma suerte que el Colonial Británico y cierra sus puertas.
En 1861 se establece un banco denominado Banco de Venezuela, sin relación alguna con la institución homónima de la actualidad, que solo lograría cumplir un año de servicios tras fracasar en las políticas bancarias que sus fundadores se habían trazado. Bajo el nombre de Banco Caracas se intentarían establecer en cuatro oportunidades instituciones bancarias comerciales en el país, apartando un intento fallido de 1838 de creación de un banco; el primer Banco de Caracas nace 1862 pero sería liquidado en 1863, luego serían fundados y liquidados otros bancos con ese nombre en los períodos 1876-1877, 1877-1879 y 1879-1883.
Una vez liquidado el último de los que se llamaron Banco Caracas se funda el Banco Comercial de Maracaibo, que logró consolidarse y crecer hasta transformarse en Banco de Venezuela en 1890 aún existente, que inicialmente fue de capital privado y que actualmente pertenece en su totalidad al Estado Venezolano.

### Consolidación

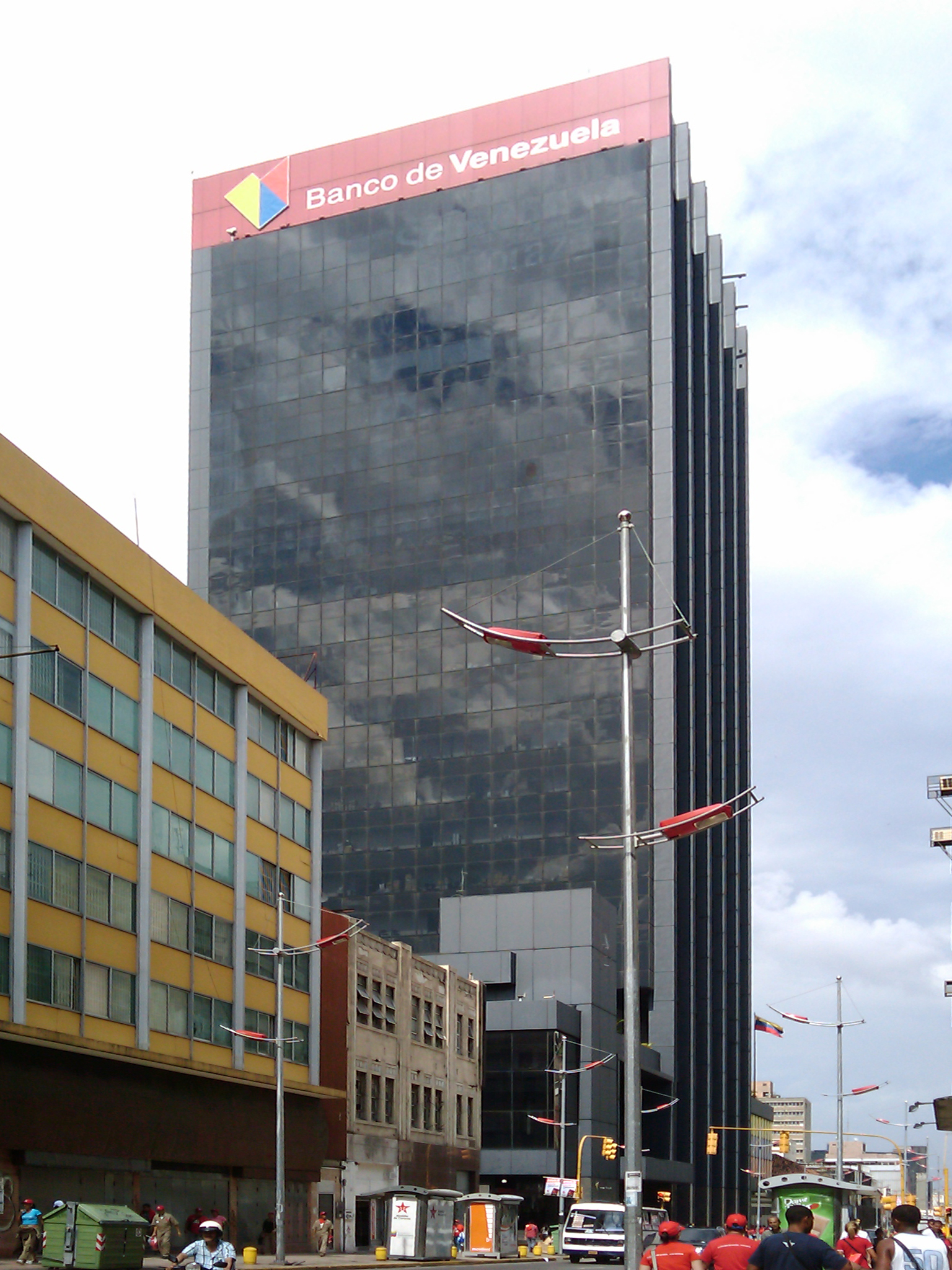
Sede Principal del Banco de Venezuela en Caracas.

El establecimiento de los actuales bancos en Venezuela lo logra el Banco de Maracaibo el 20 de julio de 1882 el cual fungiría además como emisor de billetes, a este le seguiría el actual Banco de Venezuela el cual fue inscrito legalmente el 2 de septiembre de 1890 tras la transformación del Banco Comercial. Luego de una pausa de más de dos décadas es fundado un cuarto banco, el Banco Comercial de Maracaibo en 1916 y posterior a este arribaron los bancos extranjeros como The Royal Bank of Canada, posteriormente denominado Banco Royal Venezolano, Banco Internacional e Inter Bank hoy fusionado con el Banco Mercantil, The National City Bank of New York (Citi Bank) y el Banco Holandés Unido, denominado después Banco Continental hasta su fusión con el Banco Provincial). En 1925 y 1926 son fundados el Banco Venezolano de Crédito y el Banco Mercantil y Agrícola, hoy denominado Banco Mercantil, respectivamente, los cuales estaban autorizados para la emisión de billetes ante la ausencia de un Banco Central junto con otros los Bancos Venezuela, Maracaibo, Caracas y Comercial de Maracaibo.
La participación del Estado con instituciones propias llegó en 1928 bajo la dictadura de Juan Vicente Gómez, con la creación de dos bancos especializados para incentivar el sector agrícola y de construcción de viviendas populares. El 13 de junio de 1928 se establece el Banco Agrícola y Pecuario con sede en Maracay, luego trasladado a Caracas, y, poco después, el 30 de ese mismo mes es creado el Banco Obrero también con sede en Maracay pero trasladado en 1936 a Caracas. En 1937 es creado por ley el Banco Industrial de Venezuela con el objetivo de financiar e impulsar el desarrollo industrial del país.

### Expansión
Si bien el presidente Antonio Guzmán Blanco sentó las bases legales para el establecimiento de bancos en Venezuela, sería el presidente Eleazar López Contreras quien se encargaría de la modernización de la banca con la creación del Banco Central de Venezuela y una ley de bancos con la cual se logró la creación de la superintendencia de Bancos (Sudeban) y el Consejo Bancario Nacional.
Luego de 1940 por iniciativa del gobierno se promueve el establecimiento de bancos regionales y de fomento, además de seguir el crecimiento y creación de bancos privados entre los que destacan el Banco Unión fundado en 1946 que lograría establecerse entre los primeros cuatro bancos del país hasta entrado el Siglo XXI, el Banco Francés e Italiano para la América del Sur que inicia operaciones en 1950 con capital mayoritario de Francia. Para 1971 menos del 20% del capital accionario de este banco era extranjero esto debido al proceso de venezolanización iniciado por el presidente de la República Rafael Caldera, para 1975 se cambia el nombre a Banco Latino. Entre los bancos importantes que fueron establecidos en la década de los cincuenta destacan los bancos Provincial y Metropolitano fundados 1952, el Banco del Caribe en 1954, el Banco La Guaira Internacional en 1955 (llamado simplemente Banco La Guaira desde 1987), los bancos Occidental de Descuento y Exterior en 1956. Otros bancos regionales creados en la década del cincuenta como el Carabobo, Miranda y Aragua se fusionarían para crear el Banco del Centro Consolidado o Banco Consolidado desde 1980 (hoy Corp Banca, adquirido en 2006 por el Banco Occidental de Descuento) en 1967.
En 1977 se aprueba una ley para incentivar la banca privada regional, esto permite que en la década de los ochenta inicien operaciones los bancos Agroindustrial Venezolano (actual Banesco), Zulia (luego Banco Progreso), Lara (hoy absorbido por BBVA Provincial), Caroní, Comercial de Falcón (posteriormente Banco Federal, liquidado por el Estado Venezolano en 2010), Plaza y Sofitasa, entre otros.

### Crisis bancaria

#### Crisis bancaria de 1994
Desde la crisis social de 1989 y las medidas económicas adoptadas por el presidente Carlos Andrés Pérez, además de los dos intentos de Golpe de Estado en 1992 se empeoró y aceleró el proceso inflacionario en Venezuela, aunado a las elevadas tasas de interés, el endeudamiento y la imposibilidad de la banca de pagar a tiempo sus obligaciones, se desata una gran crisis bancaria en el país que se inicia en 1994 con la quiebra del Banco Latino y el Grupo Latinoamericana Progreso al cual pertenecían el Banco Progreso y el Banco República, además de arrastrar a otros bancos como el Banco Metropolitano, Banco Principal, Banco La Guaira (antes Banco La Guaira Internacional), Banco Italo Venezolano, Confinanzas, Banco Construcción (antes Banco de la Construcción y de Oriente), Cremerca y al banco más antiguo para el momento en el país, el Banco de Maracaibo. Otros bancos como el Consolidado y el Banco de Venezuela pese a ser intervenidos, son vendidos por el Estado venezolano a capitales extranjeros, el primero sería adquirido finalmente por el grupo chileno Corp Banca y el segundo por el español Grupo Santander. El Banco Unión también cae en la crisis pero logra reponerse por auxilio financiero, para luego ser adquirido por el banco privado Banesco. La crisis es superada por completo en 1996.

#### Crisis bancaria de 2009

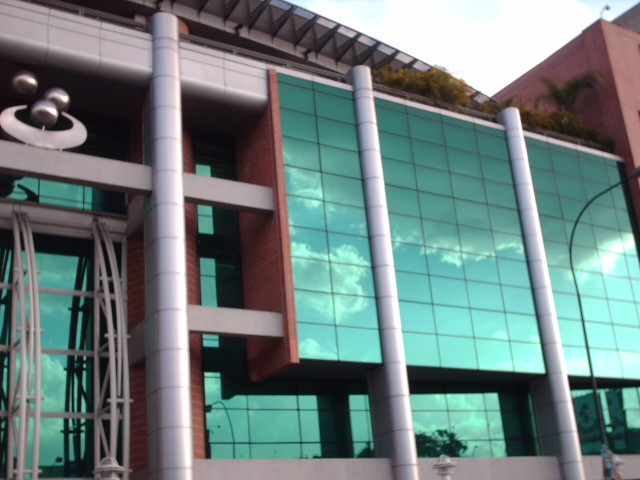
Sede principal de Banesco ubicada en Caracas.

En octubre de 2009, Sudeban impuso varias medidas administrativas al Banco Federal que incluían el no decretar dividendos, ni tomar nuevos fideicomisos, las cuales desatendió la institución bancaria. Incluso, el ente contralor le otorgó una prórroga que la directiva del banco no aprovechó para cumplir estas medidas.
El 20 de noviembre SUDEBAN interviene cuatro bancos: Bolívar Banco, Banco Confederado, BanPro, Banco Canarias de Venezuela a puertas abiertas, porque  habrían incurrido en aumentos de capital sin especificar el origen de los montos
El 23 de noviembre es detenido el banquero Ricardo Fernández Barrueco al presentarse voluntariamente a la sede de la Disip. El 30 de noviembre de 2009, el Gobierno venezolano detectó una serie de irregularidades en las distintas instituciones financieras y ordena la intervención a puerta cerrada, Banco Real, Central Banco Universal, Baninvest, BaNorte, Mi Casa EAP, InverUnión y Banco del Sol en lo que respecta a aumento de capitales sin demostrar el origen de los mismos, transferencia de fondos de una institución a otra, negociaciones fraudulentas con el dinero de los ahorristas y escasez de liquidez para asumir sus responsabilidades.
Por tal motivo, las autoridades nacionales decidieron, liquidar las instituciones Canarias, Banpro, Banco Real, Baninvest y Banco del Sol y asumir el pago de los ahorristas,, hasta 10 mil bolívares fuertes (unos 4.651 dólares para ese momento) en una primera etapa (con la modificación de la ley que rige el sector tal cifra fue aumentada hasta 30 mil). Para ello, se valió del Banco de Venezuela, que fue adquirido por el Estado Venezolano en el año 2008, y la colaboración de la banca privada.
Por otro lado, el Estado Venezolano, al adquirir los fondos de las instituciones privadas Confederado, Central y Bolívar Banco, decidió fusionarlos con el Banco Estatal Banfoandes, para crear Bicentenario Banco Universal, el cual empezó funciones el 21 de diciembre de 2009. El 12 de enero de 2010, el Poder Ejecutivo de Venezuela resolvió fusionar a BaNorte con Bicentenario Banco Universal. Dos días antes, se decidió la intervención del Banco Inverunión por parte de la Superintendencia Nacional de Bancos y Otras Instituciones Financieras (Sudeban), el cual fue liquidado el 6 de abril de ese año. En el caso de Mi Casa Entidad de Ahorro y Préstamo, se resolvió rehabilitar esta institución y fusionarla con el estatal Banco de Venezuela, con lo que se logró posicionar a la entidad pública del cuarto puesto hasta el segundo del ranking bancario venezolano.
La idea, según declaraciones del entonces Presidente de la República Bolivariana de Venezuela, Hugo Chávez Frías, del entonces ministro del Poder Popular para la Economía y Finanzas, Alí Rodríguez Araque y del entonces ministro del Poder Popular para la Planificación y Desarrollo, Jorge Giordani, fue fortalecer la actividad financiera del Estado, reforzar las instituciones que prestan servicios de banca universal, reagrupar a las llamadas instituciones financieras especializadas e incorporar como clientela de los bancos a la población venezolana que hasta la fecha no había tenido acceso a los servicios que prestan los organismos financieros.
Al iniciarse el año 2010, el día 18 de enero, Sudeban también ordenó intervenir el Banco Casa Propia Entidad de Ahorro y Préstamo. El texto de la resolución donde se acuerda la intervención, menciona los incumplimientos cometidos por los directivos de esta institución a las medidas indicadas y acordadas con la Superintendencia de Instituciones del Sector Bancario para su salvaguarda. Esta institución fue liquidada el 14 de julio de 2011 y luego, absorbida por el Banco del Tesoro.
El 14 de junio de 2010, el gobierno venezolano decidió la intervención a puerta cerrada del Banco Federal. El 10 de agosto de 2010, a menos de dos meses de haber sido intervenido, el gobierno venezolano decidió la liquidación parcial de los activos del Banco Federal.[cita requerida]
En rueda de prensa, el ministro del Poder Popular para la Planificación y Finanzas, Jorge Giordani; el ministro de Estado para la Banca Pública, Humberto Ortega Díaz; y el superintendente Nacional de Bancos, Edgar Hernández Behrens, explicaron que un importante porcentaje de los activos del Federal, que sumaban más de 4 mil 515 millones de bolívares fuertes, serían vendidos para recuperar las pérdidas, que sobrepasaron dicha cantidad y que 68 agencias del banco liquidado pasarían a la banca pública; el resto se ofrecerá a las entidades privadas que las requirieran.
El 15 de octubre de 2010, en rueda de prensa, el ministro Jorge Giordani, anunció la intervención a puerta cerrada de la entidad financiera Bancoro, debido a problemas de falta de liquidez e incapacidad para honrar los compromisos con sus depositantes. El Estado venezolano procedió al pago de garantías a sus clientes hasta en 98% del total de 177.115 clientes que hasta el momento de la medida registraba la entidad bancaria.
El 4 de enero de 2011, Sudeban ordenó la intervención de BanValor Banco Comercial por "marcadas debilidades en la institución financiera en su sistema de control interno y de gestión de riesgo", por lo que también consideró que BanValor carecía de suficiente capacidad para honrar sus compromisos de préstamos e inversiones, retiro de depósitos y vencimiento de pasivos.

### Fusión
Luego de la fusión entre los bancos del estrato grande y mediano de la banca venezolana, de 123 instituciones bancarias que existían en 1996[cita requerida] pasaron a funcionar 58 en 2006, en donde destaca 38 procesos de fusiones. Algunos bancos como el Banco de Venezuela y el Banco Caracas son adquiridos por el Grupo Santander, que fusionaría el último en Banco de Venezuela; el Banco Provincial se hizo con el control del Banco Lara fusionándolo; el Banco Mercantil absorbió a Inter Bank; mientras que el Banco Unión se fusionaría con Caja Familia creando en 2001 Unibanca, este banco realizó una campaña publicitaria en Venezuela un año después sería adquirido por Banesco que era un banco mucho menor que Unibanca.
También en el año 2001 el Banco República se fusiona con Fondo Común Entidad de Ahorro y Préstamo, pasando este último a la categoría de Banco Universal.
Para 2007 se esperaban dos grandes fusiones, que no se materializaron: la primera fue la del Banco Occidental de Descuento con Corp Banca (Venezuela) y la otra fusión fue la adquisición por parte del Banco Confederado de Bolívar Banco y BanPro, en un principio se especuló que el Banco Canarias también podría se fusionado con los anteriores siendo descartado, pero ya para 2009 los cuatro bancos formaban parte de un mismo grupo financiero, aunque no fusionados. Ese mismo año Banesco se convirtió en el banco más grande de Venezuela superando al Banco Mercantil, mientras que por parte de la banca estatal Banfoandes se consolidó como el primer banco del Estado.

### Otras intervenciones
En el 2009 fue intervenido a puertas abiertas Banco Industrial de Venezuela debido al déficit financiero y alta morosidad en la cartera crediticia, la gestión realizada por el presidente de la Junta Interventora Rodolfo Porro Aletti arrojó buenos resultados y para finales de 2012 el banco se había recuperado satisfactoriamente cerrando sus operaciones en azul por primera vez en 4 años consecutivos con cierres en rojo.
En octubre de 2014, el entonces Ministro de Economía y Finanzas, Rodolfo Marco Torres, propone al Ejecutivo Nacional liquidar la entidad para fortalecer al Banco del Tesoro, propuesta que fue estudiada y aprobada a espaldas de los trabajadores de la institución y posteriormente comunicada a la junta directiva, con quien se acordó mediante reunión el 18 de marzo de 2015 el cese de operaciones del Banco Industrial de Venezuela, colocando como fecha de liquidación el 12 de febrero de 2016.
Finalmente el 3 de mayo de 2018 el Gobierno de Venezuela ordenó la intervención Administrativa de Banesco Banco Universal durante 90 días consecutivos, por motivo de supuestas "mafias económicas" de contrabando de dinero y de colocar precios altos en otros mercados paralelos, por lo que se ordenó la detención de altos directivos de la entidad bancaria que luego fueron liberados sin encontrarles un motivo. El banco siguió funcionando en su estado normal, pese a su intervención temporal, que duraría hasta el 30 de agosto de 2018; no obstante, esta intervención fue prorrogada por noventa días más. Según la Resolución de Sudeban Nº009.19, publicada en la Gaceta Oficial Extraordinaria Nº6.431, se levanta a partir del 28 de febrero de 2019 la medida de intervención especial dictada a la sociedad mercantil Banesco, Banco Universal, C.A.
A principios de 2022 se dio a conocer que la directiva del Banco Nacional de Crédito (BNC) estaba en negociaciones para la adquisición de algunos activos y pasivos del BOD en Venezuela. Posteriormente, la compra sería autorizada por la SUDEBAN el 17 de junio de ese año, con el cierre definitivo de las operaciones electrónicas y la migración de las cuentas de los clientes del BOD al BNC una semana después, entre el 23 y el 24 de junio.

## Bancos

### Cifras del sistema bancario
Lista, en orden alfabético, de las instituciones que conforman el sector económico bancario en Venezuela:
| Institución Financiera            | Fundación | Tipo de Banco   | Capital | Puntos de Venta (POS) | Agencias | Cajeros Automáticos | App Banca Móvil | App Pago Móvil | Pago Móvil SMS | Pago Móvil Web |
| --------------------------------- | --------- | --------------- | ------- | --------------------- | -------- | ------------------- | --------------- | -------------- | -------------- | -------------- |
| 100% Banco                        | 2006      | Universal       | Privado | 4810                  | 27       | 57                  | Sí              | Sí             | Sí             | Sí             |
| Bancamiga                         | 2007      | Universal       | Privado | 0                     | 52       | 0                   | Sí              | Sí             | Sí             | Sí             |
| Bancaribe                         | 1954      | Universal       | Privado | 18 653                | 76       | 0                   | Sí              | Sí             | Sí             | Sí             |
| Banco Activo                      | 2007      | Universal       | Privado | 5808                  | 26       | 29                  | Sí              | Sí             |                | Sí             |
| Banco Agrícola de Venezuela       | 2005      | Universal       | Público | 0                     | 41       | 81                  |                 |                |                |                |
| Banco Digital de los Trabajadores | 2009      | Universal       | Público | 21 650                | 299      | 61                  | Sí              | Sí             | Sí             | Sí             |
| Banco Caroní                      | 1981      | Universal       | Privado | 6                     | 49       | 70                  | Sí              | Sí             | Sí             | Sí             |
| Banco del Tesoro                  | 2005      | Universal       | Público | 12 102                | 94       | 97                  | Sí              | Sí             | Sí             | Sí             |
| Banco Exterior                    | 1956      | Universal       | Privado | 5365                  | 82       | 1                   | Sí              | Sí             | Sí             |                |
| Banco Internacional de Desarrollo | 2008      | Universal       | Privado | 0                     | 1        | 0                   |                 |                |                |                |
| Mercantil Banco                   | 1925      | Universal       | Privado | 52 238                | 179      | 549                 | Sí              | Sí             | Sí             | Sí             |
| BNC, Banco Nacional de Crédito    | 2003      | Universal       | Privado | 31 209                | 229      | 380                 | Sí              | Sí             |                | Sí             |
| Banco Plaza                       | 1989      | Universal       | Privado | 14 342                | 40       | 35                  |                 | Sí             | Sí             |                |
| Banco Sofitasa                    | 1990      | Universal       | Privado | 7932                  | 70       | 45                  |                 | Sí             |                | Sí             |
| Venezolano de Crédito             | 1925      | Universal       | Privado | 923                   | 62       | 20                  | Sí              | Sí             | Sí             | Sí             |
| Bancrecer                         | 2006      | Microfinanciero | Privado | 615                   | 15       | 0                   | Sí              | Sí             | Sí             |                |
| Banesco                           | 1992      | Universal       | Privado | 130 422               | 185      | 392                 | Sí              | Sí             | Sí             | Sí             |
| BANFANB                           | 2013      | Universal       | Público | 0                     | 44       | 201                 |                 | Sí             | Sí             | Sí             |
| Bangente                          | 1998      | Microfinanciero | Privado | 0                     | 3        | 0                   | Sí              | Sí             | Sí             | Sí             |
| Banplus                           | 2007      | Universal       | Privado | 0                     | 44       | 45                  | Sí              | Sí             |                |                |
| BBVA Provincial                   | 1952      | Universal       | Privado | 60 114                | 208      | 171                 | Sí              | Sí             |                |                |
| Banco de Venezuela                | 1890      | Universal       | Público | 3843                  | 270      | 1471                | Sí              | Sí             | Sí             | Sí             |
| BFC, Banco Fondo Común            | 1963      | Universal       | Privado | 4489                  | 71       | 36                  | Sí              | Sí             | Sí             |                |
| Del Sur                           | 1978      | Universal       | Privado | 6436                  | 29       | 48                  | Sí              | Sí             |                | Sí             |
| R4 Banco                          | 2006      | Microfinanciero | Privado | 0                     | 7        | 10                  |                 | Sí             |                |                |

### Ranking de Bancos
Este es un ranking de los bancos comerciales que operan en el sistema financiero de Venezuela clasificados por cantidad de activos, para el cierre de 2023
| N.º | Banco                     | País      | Fundado en              | Activos (en millones de Bs.) | Activos (en millones de Bs.) |
| --- | ------------------------- | --------- | ----------------------- | ---------------------------- | ---------------------------- |
| 1   | Banco de Venezuela        | Venezuela | Caracas                 | 220.368                      | [ 23 ]                       |
| 2   | Banco Nacional de Crédito | Venezuela | San Antonio del Táchira | 24.782                       | [ 24 ]                       |
| 3   | BBVA Provincial           | España    | Caracas                 | 23.289                       | [ 25 ]                       |
| 4   | Banesco                   | Venezuela | Caracas                 | 22.710                       | [ 26 ]                       |
| 5   | Mercantil Banco           | Venezuela | Caracas                 | 19.822                       | [ 27 ]                       |
| 6   | Banco del Tesoro          | Venezuela | Caracas                 | 15.739                       | [ 28 ]                       |
| 7   | Bancamiga                 | Venezuela | Caracas                 | 11.784                       | [ 29 ]                       |
| 8   | Banplus                   | Venezuela | Caracas                 | 5.545                        | [ 30 ]                       |
| 9   | Bancaribe                 | Venezuela | Puerto Cabello          | 5.072                        | [ 31 ]                       |
| 10  | Venezolano de Crédito     | Venezuela | Caracas                 | 4.131                        | [ 32 ]                       |
| 11  | Banco Plaza               | Venezuela | Caracas                 | 3.769                        | [ 33 ]                       |
| 12  | Banco Fondo Común         | Venezuela | Caracas                 | 2.117                        | [ 34 ]                       |
| 13  | Banco DELSUR              | Venezuela | Ciudad Guayana          | 1.801                        | [ 35 ]                       |
| 14  | Banco Exterior            | España    | Caracas                 | 1.599                        | [ 36 ]                       |
| 15  | Banco Sofitasa            | Venezuela | San Cristóbal           | 1.288                        | [ 37 ]                       |
| 16  | Bancrecer                 | Venezuela | Caracas                 | 1.228                        | [ 38 ]                       |
| 17  | Banco Caroní              | Venezuela | Ciudad Guayana          | 806                          | [ 39 ]                       |
| 18  | Banco Activo              | Venezuela | Caracas                 | 743                          | [ 40 ]                       |
| 19  | 100% Banco                | Venezuela | Caracas                 | 380                          | [ 41 ]                       |
| 20  | Mi Banco                  | Venezuela | Caracas                 | 320                          | [ 42 ]                       |

### Lista de Bancos Liquidados
|    | Banco                           | Tipo de capital | Destino                                                               |
| -- | ------------------------------- | --------------- | --------------------------------------------------------------------- |
| 1  | Standford Bank de Venezuela     | Privado         | Fusión por absorción con el Banco Nacional de Crédito                 |
| 2  | Citibank (Venezuela)            | Privado         | Fusión por absorción con el Banco Nacional de Crédito                 |
| 3  | Banco Occidental de Descuento   | Privado         | Fusión por absorción con el Banco Nacional de Crédito                 |
| 4  | Corp Banca                      | Privado         | Fusión por absorción con el Banco Nacional de Crédito                 |
| 5  | Banfoandes                      | Público         | Fusión por incorporación creando el Banco Digital de los Trabajadores |
| 6  | Bolívar Banco                   | Privado         | Fusión por incorporación creando el Banco Digital de los Trabajadores |
| 7  | Banco Confederado               | Privado         | Fusión por incorporación creando el Banco Digital de los Trabajadores |
| 8  | Central Banco Universal         | Privado         | Fusión por incorporación creando el Banco Digital de los Trabajadores |
| 9  | BaNorte                         | Privado         | Fusión por incorporación creando el Banco Digital de los Trabajadores |
| 10 | Banco del Pueblo Soberano       | Público         | Fusión por incorporación creando el Banco Digital de los Trabajadores |
| 11 | Casa Propia EAP                 | Privado         | Liquidado. Cartera de créditos trasladada al Banco del Tesoro         |
| 12 | Sofioccidente                   | Privado         | Liquidado. Cartera de créditos trasladada al Banco del Tesoro         |
| 13 | Banco Industrial de Venezuela   | Público         | Liquidado. Cartera de créditos trasladada al Banco del Tesoro         |
| 14 | Mi Casa EAP                     | Privado         | Fusión por absorción con el Banco de Venezuela                        |
| 15 | TotalBank                       | Privado         | Fusión por absorción con el Banco Fondo Común                         |
| 16 | Banco Guayana                   | Privado         | Fusión por absorción con el Banco Caroní                              |
| 17 | Novo Banco Sucursal Venezuela   | Privado         | Fusión por absorción con Bancamiga                                    |
| 18 | Banco Canarias de Venezuela     | Privado         | Liquidado                                                             |
| 19 | BanPro                          | Privado         | Liquidado                                                             |
| 20 | Banco Real                      | Privado         | Liquidado                                                             |
| 21 | Banco del Sol                   | Privado         | Liquidado                                                             |
| 22 | Baninvest                       | Privado         | Liquidado                                                             |
| 23 | InverUnión                      | Privado         | Liquidado                                                             |
| 24 | Banco Federal                   | Privado         | Liquidado                                                             |
| 25 | Inverbanco                      | Privado         | Liquidado                                                             |
| 26 | Fondo del Mercado Monetario     | Privado         | Liquidado                                                             |
| 27 | Helm Bank de Venezuela          | Privado         | Liquidado                                                             |
| 28 | Bancoro                         | Privado         | Liquidado                                                             |
| 29 | BanValor                        | Privado         | Liquidado                                                             |
| 30 | Banco de Exportación y Comercio | Privado         | Liquidado                                                             |